# Thōmas Mauros
Thōmas Mauros (in greco: Θωμάς Μαύρος; Kallithea, 31 maggio 1954) è un ex calciatore greco, di ruolo attaccante.
Nella sua carriera ha realizzato 260 reti in 501 gare ufficiali.

## Carriera

### Club
La sua ultraventennale carriera ha inizio nel 1970, anno in cui Mavros debutta nelle file del Panionios. Vi gioca fino alla fine del campionato 1975-1976, quando passa all'AEK Atene. Nella capitale vince due campionati di I divisione greca (1978 e 1979) e una Coppa di Grecia (1978). Nel 1976-1977 giunse con l'AEK la semifinale di Coppa UEFA.
Nel 1988, terminata la lunga stagione ateniese, Mavros torna al Panionios, disputandovi i suoi ultimi anni di attività e ritirandosi nel 1991.

### Nazionale
Con la nazionale ellenica giocò 36 gare segnando 11 reti e partecipando alla spedizione italiana dell'Europeo 1980.

## Palmarès

### Club

#### Competizioni nazionali
- Campionato greco: 2

AEK Atene:1977-1978, 1978-1979
- Coppa di Grecia: 2

AEK Atene: 1977-1978, 1982-1983

#### Competizioni internazionali
- Coppa dei Balcani per club: 1

Panionios: 1971

### Individuale
- Capocannoniere del Campionato greco:  4

1977-1978 (22 gol), 1978-1979 (31 gol), 1984-1985 (27 gol) e 1989-1990 (22 gol)